# Heiden und Wälder Tauberland
Heiden und Wälder Tauberland este o arie protejată (sit de importanță comunitară — SCI, arie de protecție specială avifaunistică — SPA) din Germania întinsă pe o suprafață de 1.117,34 ha, integral pe uscat.

## Localizare
Centrul sitului Heiden und Wälder Tauberland este situat la coordonatele 49°38′39″N 9°31′16″E / 49.6442°N 9.5211°E.

## Înființare
Situl Heiden und Wälder Tauberland a fost declarat arie de protecție specială avifaunistică în noiembrie 2007 pentru a proteja 14 specii de animale. Situl a fost protejat și ca sit de importanță comunitară în noiembrie 2007.

## Biodiversitate
Situată în ecoregiunea continentală, aria protejată nu include niciun habitat protejat.
La baza desemnării sitului se află mai multe specii protejate de  păsări (14): buha (Bubo bubo), caprimulg (Caprimulgus europaeus), porumbel de scorbură (Columba oenas), prepeliță (Coturnix coturnix), ciocănitoarea de stejar (Dendrocopos medius), ciocănitoare neagră (Dryocopus martius), Falco peregrinus peregrinus, șoimul rândunelelor (Falco subbuteo), muscar-gulerat (Ficedula albicollis), capîntortură (Jynx torquilla), sfrâncioc roșiatic (Lanius collurio), ciocârlie de pădure (Lullula arborea), viespar (Pernis apivorus), pupăză (Upupa epops)